# 31 d'octubre
El 31 d'octubre és el tres-cents quart dia de l'any del calendari gregorià i el tres-cents cinquè en els anys de traspàs. Queden 61 dies per finalitzar l'any.

## Esdeveniments
Països Catalans
- 1413 - Balaguer (la Noguera): Jaume d'Urgell el Dissortat es lliura al rei Ferran d'Antequera després que fracassi la revolta contra els Trastàmara.
- 1713 - Cardona (el Bages): Es trencà el Setge de Cardona en el marc de la Guerra dels catalans.

Resta del món
- 1512 - Vaticà: S'inauguren els frescos de la Capella Sixtina encarregats pel papa Juli II a Miquel Àngel Buonarroti.
- 1517 - Wittenberg (Sacre Imperi): Martí Luter exposa les 95 tesis on denuncia la falsedat de les indulgències pontifícies.
- 1914 - Imperi Turc: L'Imperi Turc entra oficialment a la Primera Guerra Mundial al costat de les Potències Centrals.
- 1956 - Hongria: s'hi esdevé una revolta contra les tropes soviètiques.
- 1963 - França: es publica el número 210 de la revista Pilote on es produeix la primera aparició de Blueberry, personatge de còmic de l'oest.
- 1975 - Regne Unit: es publica el senzill Bohemian Rhapsody de Queen.
- 1978 - Madrid: la Constitució espanyola és aprovada en sessió conjunta de les Corts.
- 1984
  - Índia: La primera ministra Indira Gandhi és assassinada per dos dels seus guardaespatlles, de religió sikh. La reacció al magnicidi és violenta a Nova Delhi, i resulta en la mort de 2.700 sikhs.[1]
  - Es realitzen les primeres maniobres conjuntes dels Exèrcits de l'Aire d'Espanya i del Marroc sota el nom "Atlas 84".[2]
- 1999
  - El vol 990 d'EgyptAir, que viatjava de Nova York al Caire, es va estavellar enfront de la costa de Nantucket, Massachusetts, matant als 217 a bord.[3]
  - L'Església Catòlica Romana i diversos líders de l'Església Luterana signen la Declaració Conjunta sobre la Doctrina de la Justificació, intentant resoldre una disputa doctrinal centenària sobre la naturalesa de la fe i la salvació.[4]
- 2011 - Nova York (Estats Units): la UNESCO aprova l'admissió de Palestina com a estat de ple dret a aquesta organització cultural.
- 2015 - El vol 9268 de Metrojet s'estavella a la península del Sinaí, matant als 217 passatgers i 7 membres de la tripulació a bord.[5]
- 2019 - Província de Panjab (Pakistan): Un tren de passatgers que viatjava de Karachi a Rawalpindi, Pakistan, s'incendia i moren almenys 74 persones.[6]

## Naixements
Països Catalans
- 1877 - Lleida: Francesca Fontova i Rosell, metgessa catalana, la primera de la província de Lleida (m. 1961).[7]
- 1929 - Barcelona: Jaume-Patrici Sayrach i Fatjó dels Xiprers, sacerdot catòlic, polític, escriptor i editor català (m. 2023).
- 1939 - Sabadell (Vallès Occidental): Francesc Xavier Bigatà i Ribé és un advocat i polític català.[8]
- 1947 - Castelló de Rugat (la Vall d'Albaida): Carmen Alborch, política i escriptora valenciana, Ministra de Cultura del Govern espanyol (1993-1996).[9]

Resta del món
- 1620 - Wotton, Surrey, Anglaterra: John Evelyn, escriptor i jardiner anglès (m. 1706)[10]
- 1632 - Delft, Holanda: Johannes Vermeer, pintor neerlandès. (bateig) (m. 1675).[11]
- 1711 - Bolonya: Laura Bassi, física italiana, la primera professora i catedràtica d'una universitat europea (m. 1778).[12]
- 1795 - Londres (Anglaterra): John Keats, poeta britànic del romanticisme (m. 1821).[13]
- 1815 - Ostenfelde, Westfàlia: Karl Weierstrass, matemàtic (m. 1897).[14]
- 1835 - Berlín (Prússia): Adolf von Baeyer, físic i químic alemany, Premi Nobel de Química de 1905 (m. 1917).[15]
- 1876 - Dayton. Ohio: Natalie Clifford Barney, escriptora, poeta i novel·lista estatunidenca que va viure expatriada a París (m. 1972).[16]
- 1879 - Dublín, Irlanda: Sara Allgood, actriu d'origen irlandès, naturalitzada estatunidenca el 1945 (m. 1950).[17]
- 1883 - París: Marie Laurencin, pintora i gravadora francesa (m. 1956).[18]
- 1887 - Xicou (Xina): Chiang Kai-shek o Jiang Jieshi, militar i estadista xinès. Va succeir Sun Yat-sen com a líder del Partit Nacionalista Xinès Guomindang, i fou el líder màxim, sota diversos càrrecs, de la República de la Xina establerta a Nanjing el 1927 (m. 1975).[19]
- 1889 - Osca: María Sánchez Arbós, mestra i pedagoga espanyola (m. 1976).[20]
- 1896 - Chester Hill, Pennsilvània: Ethel Waters, cantant de blues i actriu estatunidenca (m. 1977).[21]
- 1922 – Nova York, Estats Units: Barbara Bel Geddes, actriu estatunidenca (m. 2005).[22]
- 1923 - Saragossa: Carmen Forns Aznar, coneguda com a Carmen de Lirio, vedet de revista, actriu i cantant (m. 2014).[23]
- 1925 - Burnham-on-Sea, Somerset (Anglaterra): John Pople, matemàtic i químic anglès, Premi Nobel de Química de 1998 (m. 2004).[24]
- 1930 - Roma (Itàlia): Michael Collins (astronauta) en els programes espacials Gemini i Apollo (m. 2021).[25]
- 1936 - Nova York, (EUA): Michael Landon, nascut com a Eugene Maurice Orowitz, actor, escriptor, productor i director estatunidenc (m. 1991).[26]
- 1945 - Barudjird, Lorestan, Iran: Zahra Rahnavard, artista i política iraniana.[27]
- 1950 - Bagdad: Zaha Hadid, important arquitecta iraquiana, del corrent del desconstructivisme (m. 2016).[28]
- 1964 - Tskhinvali (Geòrgia): Eduard Kokoiti, polític osset, 2n president d'Ossètia del Sud.
- 1973 – Sellersville, Pensilvània, EUA: Beverly Lynne, actriu estatunidenca.[29]
- 1976 - Dallas, Texas: Piper Perabo, actriu estatunidenca.[30]
- 1980 - Nova York: Alondra de la Parra és una directora d'orquestra mexicana.[31]
- 1990 – Atlanta, Geòrgia, EUA: J.I.D, cantant del rap Estatunidenc.
- 2005 - Madrid (Espanya): Elionor de Borbó, hereva de la corona espanyola.[32]

## Necrològiques
Països Catalans
- 1819 - Barcelona (Barcelonès): Salvador Gurri i Corominas, escultor neoclàssic osonenc (n. 1749).
- 1894 - Olot, Garrotxa: Joaquim Vayreda i Vila, pintor català (n. 1843).[33]
- 2007 - Palamós (Baix Empordà): Modest Cuixart i Tàpies, pintor català (n. 1925).[34]
- 2010 - Palma: Isabel Cerdà Soler, cantant i activista cultural mallorquina (n. 1945).[35]

Resta del món
- 1806 - 
  - Edo (Japó): Kitagawa Utamaro, gravador i pintor japonès (n. 1753).[36]
  - Heidelberg: Sophie Mereau, escriptora romàntica alemanya (n. 1770).[37]
- 1916 - Viena: Tina Blau, pintora de paisatge austríaca impressionista, primera dona a treballar a l'aire lliure (n. 1845).[38]
- 1926 - Detroit, els EUA: Harry Houdini, mag nord-americà d'origen hongarès (n. 1874).[39]
- 1937 - Deurle, Bèlgica: Jeanne (Jenny) Montigny, pintora belga (n. 1875).[40]
- 1945 - Madrid: Ignacio Zuloaga Zabaleta, pintor basc (n. 1870).[41]
- 1976 - Parísː Eileen Gray, dissenyadora de mobles, d'interiors i arquitecta (n. 1878).[42]
- 1984 - Allahabad (l'Índia): Indira Gandhi, política índia (n. 1917).[19]
- 1986 - Arlington (Virgínia), EUA: Robert S. Mulliken, físic i químic estatunidenc, Premi Nobel de Química de l'any 1966 (n. 1896).[43]
- 1993 - Roma (Itàlia): Federico Fellini, director de cinema i guionista italià (n. 1920).[44]
- 1988 - Malibu, Califòrnia, Estats Units: John Houseman, actor, productor, director i guionista estatunidenc (n. 1902).[45]
- 2012 - Milà: Gaetana Aulenti, arquitecta italiana (n. 1927).[46]
- 2020 - Bahames: Sean Connery, actor i productor de cinema escocès (n. 1930).[47]

## Altres fets
En la ficció
- 1981 - James Potter i Lily Potter, pares d'en Harry Potter, moren al seu Cau de Goldric a mans de Lord Voldemort. @ Capítol "El nen que va sobreviure" de Harry Potter i la pedra filosofal - J. K. Rowling (1997).

## Festes i commemoracions
- Santoral: sants Ampliat, Apel·les d'Heraklion, Estaqui i Narcís d'Atenes, quatre dels Setanta deixebles; Sant Quintí, màrtir; Alonso Rodríguez Gómez, germà llec jesuïta; Wolfgang de Ratisbona, bisbe; sant Martí Luter (només a l'Església Anglicana).
- Celebració de la Castanyada.
- Fira de Tots Sants de Cocentaina, a la comarca del Comtat.
- Festa local del Masnou, a la comarca del Maresme
- Fira a Gósol (Berguedà). Fira de Tots Sants.
- Halloween als països anglosaxons.
- Dia de la bandera (Equador)